# Великодедеркальская сельская община
Великодедеркальская сельская община (укр. Великодедеркальська сільська громада) — территориальная община в Кременецком районе Тернопольской области Украины.
Административный центр — село Великие Дедеркалы.
Население составляет 6052 человека. Площадь — 164 км².
В соответствии с распоряжением Кабинета Министров Украины от 12 июня 2020 года, в состав общины вошла территория Великодедеркальского, Великозагайцевского, Матвеевского, Мизюринского, Радошовского, Садковского, Темногаецкого и Шкроботовского сельских советов упразднённого Шумского района.

## Населённые пункты
В состав общины входит 13 сёл:
- Великие Дедеркалы
  - Малые Дедеркалы
- Великозагайцевский старостинский округ:
  - Великие Загайцы
  - Малые Загайцы
  - Туры
- Матвеевский старостинский округ:
  - Гриньковцы
  - Матвеевцы
- Мизюринско-Радошовский старостинский округ:
  - Мизюринцы
  - Радошовка
- Садковский старостинский округ:
  - Волковцы
  - Садки
- Темногаецкий старостинский округ:
  - Темногайцы
- Шкроботовский старостинский округ:
  - Шкроботовка